# Copa del Mundo de Saltos de Esquí de 2010-11
La Copa del Mundo de Saltos de Esquí de 2010/2011, fue la 32.ª temporada de esta competición. Comenzó el 28 de noviembre de 2010 en Kuusamo, Finlandia, y finalizó el 20 de marzo de 2011 en Planica, Eslovenia, bajo la organización de la Federación Internacional de Esquí (FIS).

## Clasificación

### General
| Pos. | Nombre                | Puntos |
| ---- | --------------------- | ------ |
| 1    | Thomas Morgenstern    | 1757   |
| 2    | Simon Ammann          | 1364   |
| 3    | Adam Małysz           | 1153   |
| 4    | Andreas Kofler        | 1128   |
| 5    | Tom Hilde             | 903    |
| 6    | Martin Koch           | 840    |
| 7    | Severin Freund        | 769    |
| 8    | Matti Hautamäki       | 764    |
| 9    | Gregor Schlierenzauer | 761    |
| 10   | Kamil Stoch           | 739    |

| Pos. | Nombre              | Puntos |
| ---- | ------------------- | ------ |
| 11   | Johan Remen Evensen | 645    |
| 12   | Manuel Fettner      | 460    |
| 13   | Wolfgang Loitzl     | 442    |
| 14   | Anders Bardal       | 419    |
| 15   | Daiki Ito           | 413    |
| 16   | Roman Koudelka      | 382    |
| 17   | Bjørn Einar Romøren | 364    |
| 18   | Robert Kranjec      | 355    |
| 19   | Anders Jacobsen     | 344    |
| 20   | Ville Larinto       | 342    |

| Pos. | Nombre                | Puntos |
| ---- | --------------------- | ------ |
| 21   | Michael Uhrmann       | 314    |
| 22   | Michael Neumayer      | 306    |
| 23   | Pavel Karelin         | 282    |
| 24   | Peter Prevc           | 218    |
| 25   | Noriaki Kasai         | 197    |
| 26   | Emmanuel Chedal       | 190    |
| 27   | Jan Matura            | 180    |
| 28   | Shōhei Tochimoto      | 165    |
| 29   | Ole Marius Ingvaldsen | 155    |
| 30   | Martin Schmitt        | 137    |

### Esquí de vuelo
| Pos. | Nombre                | Puntos |
| ---- | --------------------- | ------ |
| 1    | Gregor Schlierenzauer | 475    |
| 2    | Martin Koch           | 387    |
| 3    | Thomas Morgenstern    | 378    |
| 4    | Adam Małysz           | 347    |
| 5    | Simon Ammann          | 311    |
| 6    | Johan Remen Evensen   | 291    |
| 7    | Tom Hilde             | 263    |
| 8    | Robert Kranjec        | 242    |
| 9    | Kamil Stoch           | 241    |
| 10   | Matti Hautamäki       | 146    |

| Pos. | Nombre                | Puntos |
| ---- | --------------------- | ------ |
| 11   | Roman Koudelka        | 133    |
| 12   | Wolfgang Loitzl       | 120    |
| 13   | Daiki Ito             | 113    |
| 14   | Bjørn Einar Romøren   | 112    |
| 15   | Severin Freund        | 104    |
| 16   | Anders Jacobsen       | 103    |
| 17   | Anders Bardal         | 97     |
| 18   | Ole Marius Ingvaldsen | 87     |
| 19   | Michael Neumayer      | 79     |
| 20   | Jurij Tepeš           | 69     |

| Pos. | Nombre              | Puntos |
| ---- | ------------------- | ------ |
| 21   | Andreas Kofler      | 68     |
| 22   | Janne Happonen      | 64     |
| 23   | Emmanuel Chedal     | 63     |
|      | Jan Matura          | 63     |
| 25   | Olli Muotka         | 61     |
| 26   | Stefan Thurnbichler | 59     |
| 27   | Borek Sedlák        | 40     |
|      | Andrea Morassi      | 40     |
| 29   | Jakub Janda         | 37     |
| 30   | Michael Uhrmann     | 32     |

## Medallero
| Pos.  | País            | Oro | Plata | Bronce | Total |
| 1     | Austria         | 20  | 12    | 6      | 38    |
| 2     | Polonia         | 4   | 2     | 8      | 14    |
| 3     | Suiza           | 3   | 1     | 6      | 10    |
| 4     | Noruega         | 2   | 8     | 3      | 13    |
| 5     | Alemania        | 2   | 2     | 4      | 8     |
| 6     | Finlandia       | 1   | 3     | 1      | 5     |
| 7     | Eslovenia       | 0   | 1     | 1      | 2     |
| 8     | Rusia           | 0   | 1     | 0      | 1     |
| 9     | Japón           | 0   | 0     | 1      | 1     |
| 9     | República Checa | 0   | 0     | 1      | 1     |
| Total | Total           | 32  | 30    | 31     | 93    |